# Anomis fornax
Anomis fornax är en fjärilsart som beskrevs av Achille Guenée 1852. Anomis fornax ingår i släktet Anomis och familjen nattflyn. Inga underarter finns listade i Catalogue of Life.